# N871 (België)
De N871 is een gewestweg in de Belgische provincie Luxemburg. Deze weg vormt de verbinding tussen Dampicourt en de Franse grens bij Lamorteau waar de route over gaat op de D981.
De route heeft een lengte van ongeveer 5 kilometer.

## Plaatsen langs de N871
- Dampicourt
- Harnoncourt
- Lamorteau

## N871a
De N871a is een aftakking van de N871 bij Harnoncourt. De route verbindt de N871 met de fabriek Burgo Ardennes SA. De totale lengte van de N871a bedraagt ongeveer 500 meter.